# Srividya
Srividya (* 24. Juli 1953 in Madras; † 19. Oktober 2006 in Thiruvananthapuram, Kerala) war eine indische Schauspielerin.
Sie wurde als Tochter der renommierten Sängerin südindischer klassischer Musik M. L. Vasanthakumari geboren und hatte ihr Filmdebüt im Alter von 13 Jahren im tamilischen Film Iruvarul Selvam mit Sivaji Ganesan.
Im Malayalam-Film hatte sie ihr Debüt mit Chattambikavala mit dem dortigen Altstar Sathyan. Sie spielte in etwa 300 Film- und Fernsehproduktionen, die meisten davon in Malayalam, trat aber in ihrer 40-jährigen Karriere auch in Filmen anderer südindischer Sprachen auf.
Srividya starb im Alter von 53 Jahren an Krebs.